# Церковь Святого Филиппа Говарда
Церковь Святого Филиппа Говарда (англ. St. Philip Howard Church) также известна как Католическая церковь (англ. Catholic Church) — католическая церковь в городе Кингстон на острове Норфолк, внешней территории Австралии. Церковь относится к Сиднейской архиепархии-митрополии. Является единственной церковью и центром собрания католической общины Норфолка.

## История
Среди заключенных каторжников, которые отбывали своё наказание на острове было немало католиков. Поэтому в тюрьме был постоянный католический капеллан. После закрытия тюрьмы в 1856 году возможность вести католическую проповедь пропала. С 30-х годов XX века месса проводилась в доме семьи Мартин. Только в 1957 году прибыл еще один постоянный священник, который основал на острове приход и начал строительство храма. Изначально храм носил название церковь Святого сердца. Строительство церкви было завершено в 1959 году. Она была открыта кардиналом Гилроем и посвящена Филиппу Говарду. Филипп Говард был английским дворянином, признанным святым католической церкви. Он был канонизирован Папой Римским Павлом VI в 1970 году как один из 40 английских и уэльских мучеников. С 1987 года на острове нет постоянного священника, приходом управляет собор Святой Марии в Сиднее.

## Описание
Церковь Святого Филиппа Говарда расположена на пересечении проспекта Королевы Елизаветы и улицы Джона Адамса в городе Кингстон на острове Норфолк, внешней территории Австралии в Тихом океане.
Здание построенное в колониальном стиле выделяется своим внешним декором и садами, которые его окружают. В религиозных службах участвуют как католические верующие, так и туристы, привлеченные архитектурой церкви.